# Liste der südafrikanischen Generalkonsule in Hongkong
Der südafrikanische Generalkonsul in Hongkong leitet das Generalkonsulat, die Auslandsvertretung Südafrikas in Hongkong und Macau.
| Exequatur erhalten | Generalkonsul             | Bemerkungen | Staatspräsident von Südafrika | Gouverneur von Hongkong                | Posten verlassen |
| ------------------ | ------------------------- | --- | ----------------------------- | -------------------------------------- | ---------------- |
| 27. Okt. 1962      | Zacharias Swanepoel       | Handelsbeauftragter, 1961: Vice-Consul in Nairobi | Hendrik Frensch Verwoerd      | Robert Brown Black                     | 26. Juni 1967    |
| 3. Juli 1967       | Edmund Michael Malone     | 1970–1974 Generalkonsul in Luanda | Balthazar Johannes Vorster    | David Clive Crosbie Trench             | 31. Aug. 1969    |
| 1. Sep. 1969       | Harry John Widdowson      | Generalkonsul, M.A. Ph.D. m. 23. August 1947, Joan Vera Lileen, trat in den auswärtigen Dienst, 1947–1949: Kairo, 1953–1959: Buenos Aires, 1. August 1965 bis 30. August 1969 Generalkonsul in Mailand, 1973–1979: Generalkonsul in Lima (personal rank of Ambassador) | Balthazar Johannes Vorster    | David Clive Crosbie Trench             | 1972             |
| 7. Jan. 1975       | Frederich Gustav Conradie | 1. Januar 1981: Botschafter in Brasilia, 7. April 1989 Botschafter in Madrid | Balthazar Johannes Vorster    | MacLehose of Beoch                     |                  |
| 29. Juli 1983      | Cornelius F. Jacobs       | Neels 1. Oktober 1981:Consul-General in Taipei, 12. August 1991: Generalkonsul in Istanbul, 01\|03\|1993 - 30\|11\|1994 Generalkonsul in Ankara, 12. März 1993 Botschafter in Ankara,                                                                                  | Marais Viljoen                | Edward Youde                           |                  |
| 1. Juni 1989       | Peter J. Botha            | 1980–1996 im auswärtigen Dienst, 1. September 1992 – 1. September 1994: Generalkonsul in Singapur, | Frederik Willem de Klerk      | David Wilson, Baron Wilson of Tillyorn |                  |
| 2003               | Mario George Masher       | [ 3 ] | Thabo Mbeki                   | Tung Chee-hwa                          |                  |
| 20. Okt. 2009      | Tembi Tambo               | Tochter von Oliver Tambo | Jacob Zuma                    | Donald Tsang                           |                  |
| 2013               | Percyvell Phumelele Gwala | MaButhelezi (* 1960) | Jacob Zuma                    | Leung Chun-ying                        |                  |